# Гиньоль

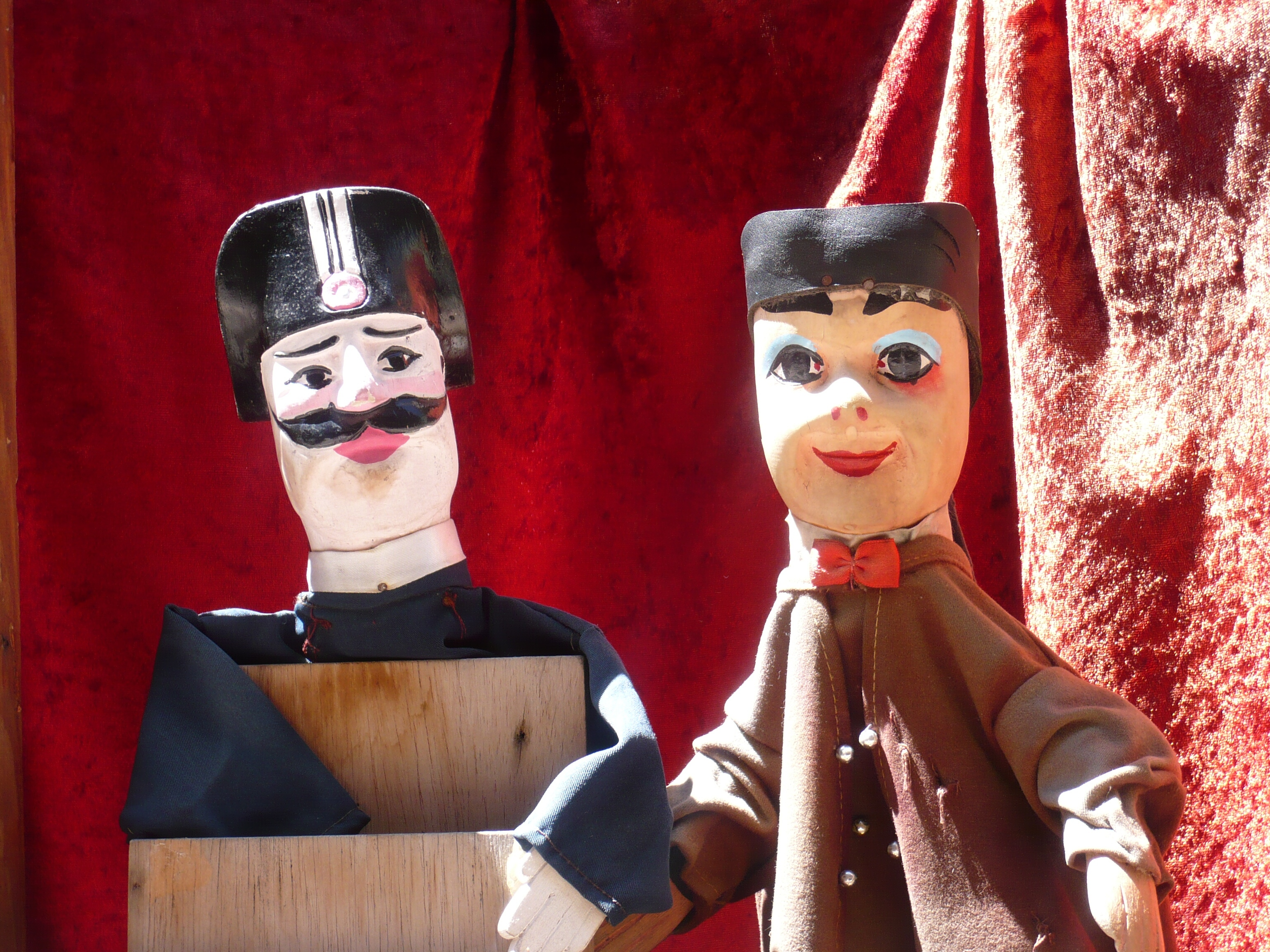
Лионский Гиньоль

Гиньо́ль (фр. Guignol) — кукла ярмарочного театра перчаточного типа (не «марионетка» в русском понимании, а «петрушка»), появившаяся в Лионе в конце XVIII—начале XIX века. Этим же термином обозначают соответствующий жанр театрального искусства.
Гиньоль являлся символом лионских традиций, что отражалось в языке спектаклей, использовавшем местные выражения.
В более широком смысле гиньоль — это пьеса, спектакль или отдельные сценические приёмы, основой которых является изображение различных преступлений, злодейств, избиений, пыток и т. д.

## История

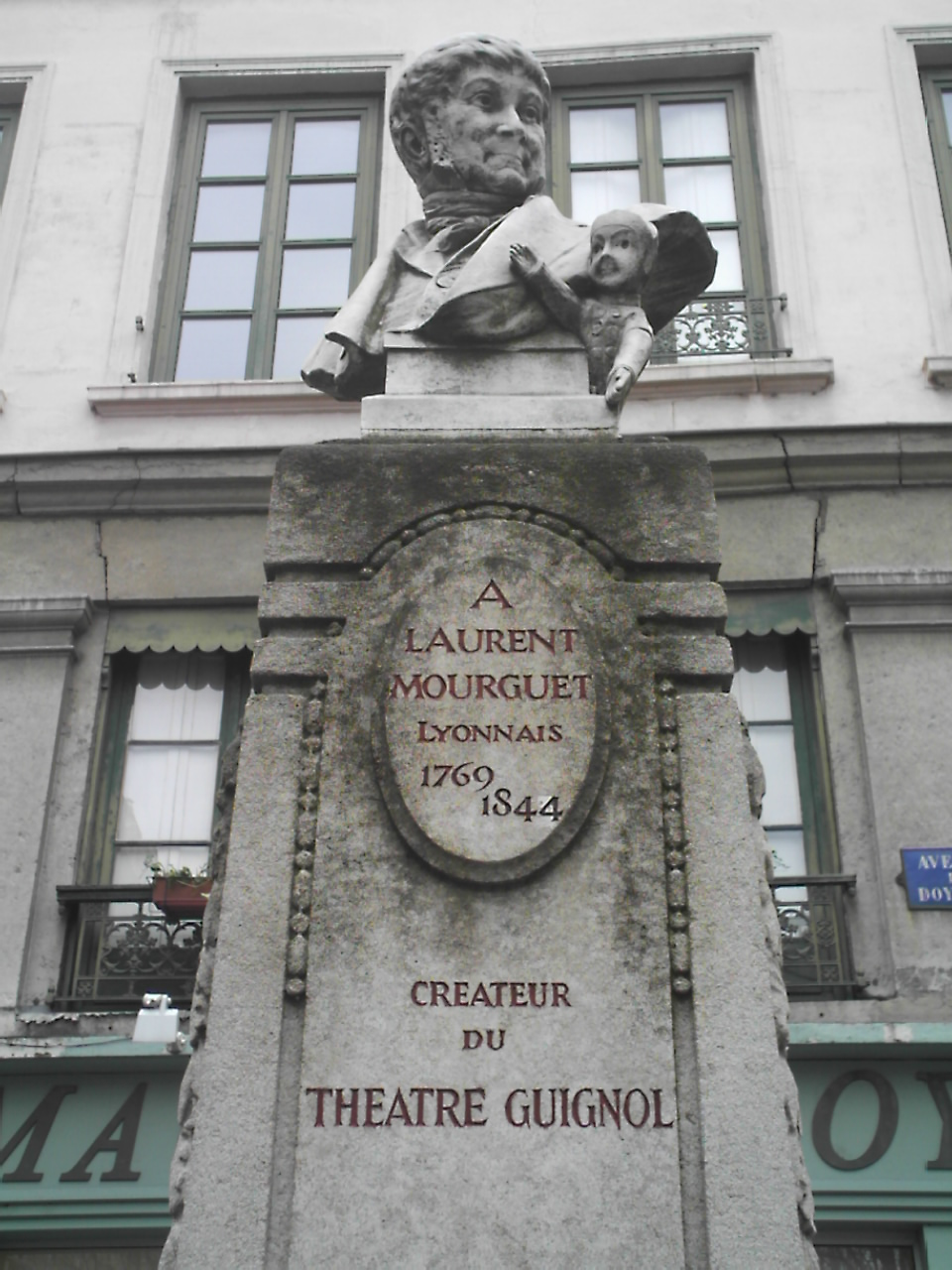
Памятник Лорану Мурге в Лионе

Создатель куклы — Лоран Мурге (фр., 1769—1844), выходец из семьи рабочих лионских шелковых мануфактур.
Чтобы прокормить своих десятерых детей, на что недоставало заработка простого ткача, он становится бродячим торговцем, а затем — зубодёром. Дабы подбодрить клиентов, опасающихся похода к доморощенному врачу, он начинает развлекать толпу куклами-марионетками. Сначала Мурге пользуется репертуаром итальянской комедии дель арте, его любимый персонаж — Полишинель. Представления — всего лишь импровизации, созданные из местных новостей под настроение кукловода — что-то вроде сатирической газеты. В 1804 году Мурге возвращается в Лион и начинает давать представления в кафе на улице Нуар (ныне — улица Жак Стелла) в квартале Прескиль, и полностью посвящает себя кукольному театру. Сюжеты представлений становятся сложнее — в 1805 году создан образ Ньяфрона, острого на язык и любящего выпить сапожника, а затем, к 1808 году, и Гиньоля.
После смерти основателя театра в 1844 году, семейное дело продолжают дети Лорана Мурге, выступающие с представлениями сначала, подобно отцу, по кафе, а затем — в специально созданном театре Гиньоля (1852—1873).
Кукла становится известна далеко за пределами города, но на острого на язык персонажа обрушиваются цензурные запреты — так при Наполеоне III в Париже запрещается деятельность 13 или 14 театров Гиньоля. Поскольку Мурге не умел ни писать, ни читать, о содержании его спектаклей мы знаем лишь из записок зрителей. Так, один из завсегдатаев представлений Жан-Батист Онофрио опубликовал в 1865 году сборник из 20 пьес, озаглавленный «Лионский театр Гиньоля». Однако, Онофрио «смягчил» изначальную грубость Гиньоля, сделал его более «респектабельным», что привлекло к кукле внимание не только пролетариев, но и утончённых лионских буржуа. В 1872—1875 годах лионским театром управляет кукольник Пьер Руссе, создавший несколько новых пьес, черновики которых были выкуплены в 2006 году правительством Лиона и размещены в городской музей кукол, расположенный в Доме Гадань в квартале Старый Лион.
В 1908 году Пьер Найхтхаузер, женатый на Элеоноре Жоссеран — правнучке Лорана Мурге, решает отметить столетие куклы. Вместе с братом Эрнестом они создают театр на набережной Сент-Антуан, который приносит Гиньолю настоящую национальную (а после Второй мировой войны — и международную) известность. В 1911 году лионцы решают воздвигнуть в честь Лорана Мурге памятник, открытый 12 мая 1912 года.

### Гран-Гиньоль
Театр Гран-Гиньоль представляет собой бывший парижский концертный зал, работавший с 1896 по 1963 год.
Специализируясь на пьесах с жуткими и кровавыми историями, он дал свое название специфическому театральному жанру le grand guignol и прилагательному grand-guignolesque во французском языке. Актёры нередко имитировали на сцене жизнь кукол популярного уличного театра гиньоль.
Термин гран-гиньоль в истории французского театра со временем стал уничижительным и теперь в более общем смысле обозначает работы, злоупотребляющие насилием или высокопарными эффектами.

## Основные персонажи

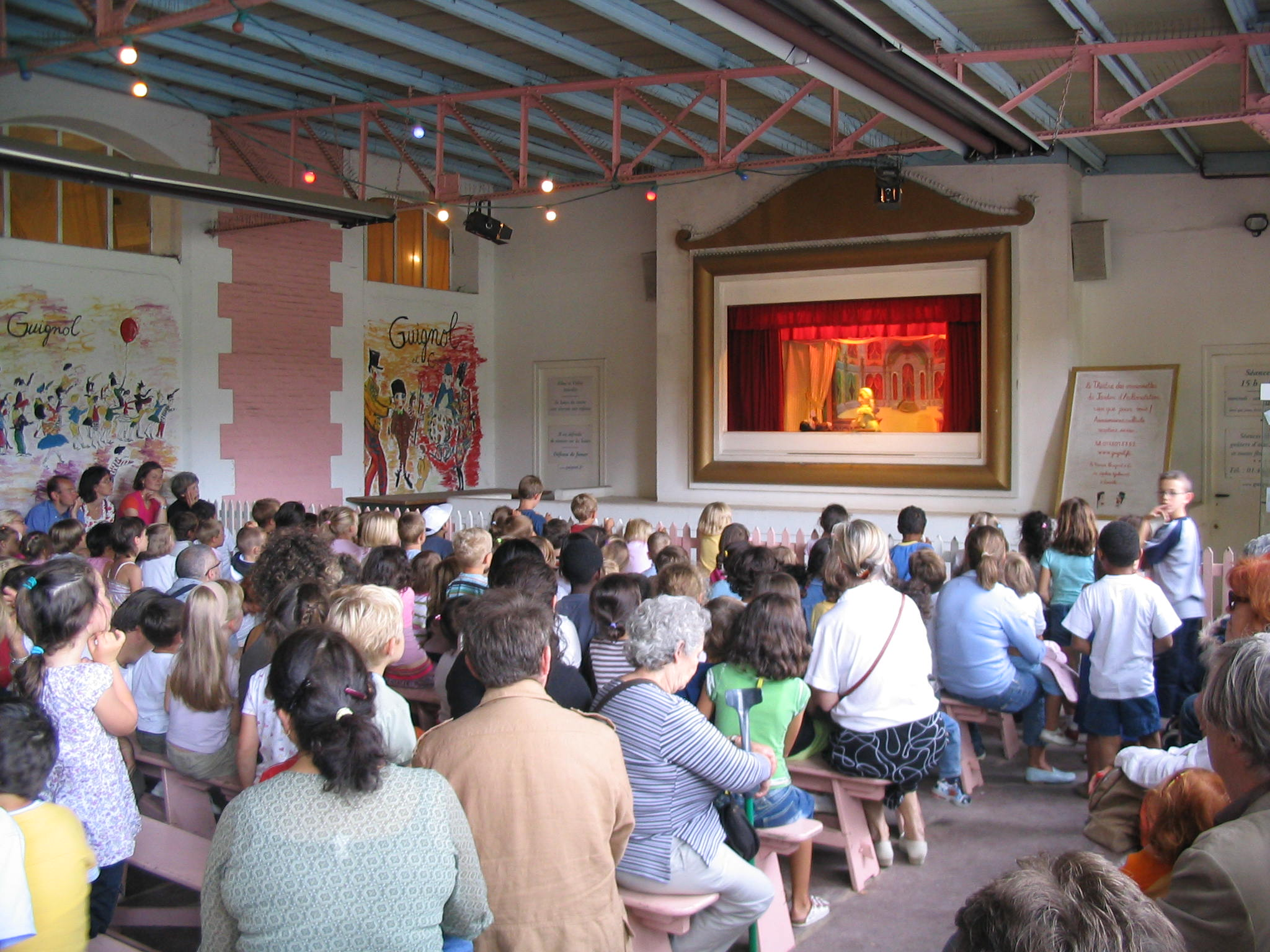
Представление театра Гиньоль в Париже

- Гиньоль (Guignol), рабочий шёлковой мануфактуры;
- Ньяфрон (Gnafron), друг Гиньоля, большой любитель вина «Божоле»;
- Мадлона (Madelon), жена Гиньоля;
- Туанона (Toinon), жена Ньяфрона;
- Флажоле (Flageolet), жандарм;
- Кассандра (Cassandre), хозяйка;
- мсье ле Байи (le Bailli), судья.

## Музеи
- Музей марионеток мира — находится в Лионе в Доме Гадань в квартале Старый Лион. Имеет статус муниципального музея. Основная экспозиция посвящена национальному французскому кукольному театру гиньоль

- Музей театра гиньоль — расположен в коммуне Бриндас департамента Рона, пригороде Лиона. Создан в 2008 году согласно завещанию Жан-Ги Мурге, последнего представителя семьи кукольников Мурге. В Музее представлено около 200 кукол и более двух тысяч других предметов и документов, связанных с деятельностью династии Мурге. При музее работает небольшое кафе-театр, где дают представления кукольного театра гиньоль[3][4].

## Интересные факты
- На здании Театра «Кукольное царство» в Праге установлена Памятная доска в память об основании организации Международный союз кукол (фр. Union International de la Marionnette / UNIMA), которая объединяет кукольные театры мира. Автором барельефа является чешский скульптор Богумир Коубек.

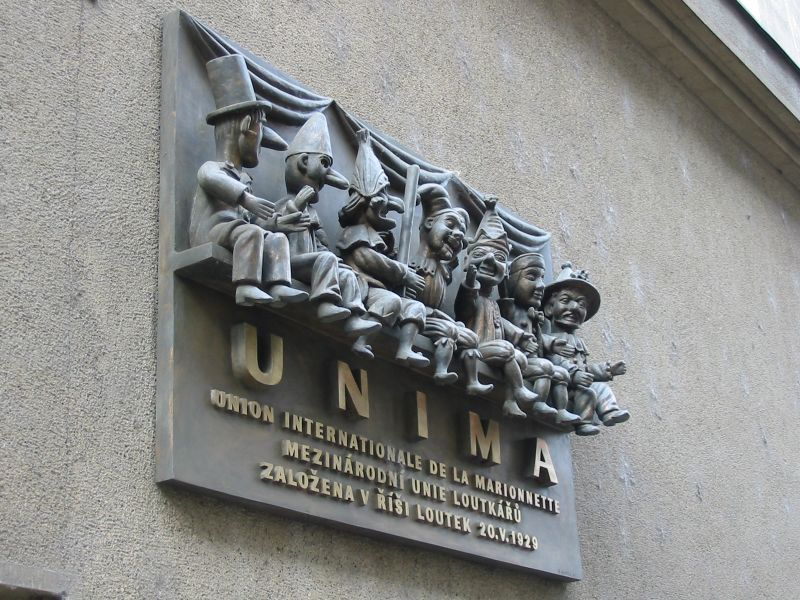
Памятная доска в Праге

Семь европейских стран представлены на доске своими национальными куклами: 
 Tchantches (Бельгия)
 Pulcinella (Италия) 
 Punch (Англия) 
 Kašpárek (Чехия) 
 Петрушка (Россия) 
 Guignol (Франция) 
 Kasperl (Германия)
- Гиньоль послужил прототипом для создания программы Les Guignols de l’info на французском телевидении, аналогом которой являлась программа «Куклы» в России.